# Израильский конкурс антисемитской карикатуры
Изра́ильский ко́нкурс антисеми́тской карикату́ры (ивр. התחרות הישראלית לקריקטורות אנטישמיות‎) был объявлен в качестве ответа на иранский Международный конкурс карикатур о Холокосте. Инициаторами конкурса стали художники из Тель-Авива Эяль Зусман и Амитай Санди. Он прошел с 14 февраля по 6 апреля 2006 года.

## История
Двенадцать карикатур, изображающих исламского пророка Мухаммеда, были опубликованы в датской газете Jyllands-Posten 30 сентября 2005 года в качестве иллюстрации к статье о самоцензуре и свободе слова. Это вызвало крупный конфликт, охвативший практически все страны Европы и мусульманского Востока. В мусульманских странах произошёл ряд нападений на датские представительства, а многие западные газеты перепечатали карикатуры, поскольку сочли протесты мусульман попыткой ограничить свободу слова.
7 февраля 2006 года арт-директор крупнейшей иранской газеты Hamshahri Фарид Мортазави (Farid Mortazavi) объявил о проведении газетой международного конкурса карикатур на тему Холокоста. Конкурс был проверкой того, как на Западе отнесутся к нарушению общепринятых приличий под защитой принципа свободы слова. Реакция в Европе и США была отрицательной, но сдержанной. Генеральный секретарь ООН Кофи Аннан в ходе визита в Тегеран призвал избегать разжигания ненависти.

## Израильский конкурс
Через неделю после объявления иранского конкурса, 14 февраля 2006 года израильский художник-иллюстратор из Тель-Авива Амитай Санди заявил, что именно евреи могут «нарисовать самые лучшие, самые остроумные, самые оскорбительные юдофобские карикатуры из всех опубликованных», и иранцы евреям в этом деле — не конкуренты.
В качестве ответа иранскому конкурсу художники Амитай Санди и Эяль Зусман объявили «Израильский конкурс антисемитской карикатуры». По мнению Санди, лучший вызов фанатизму — это юмор. Санди утверждал, что после объявления конкурса он в течение трёх дней дал интервью более чем 30 ежедневным газетам, двум телеканалам и радиопрограммам, распространяемым 450 местными станциями в США.
В конкурсе могли участвовать еврейские художники из любой страны, поскольку было решено сосредоточиться именно на еврейской самоиронии. Инициаторы призвали присылать им карикатуры, комиксы и мультфильмы, выражающие ненависть к евреям. Приём заявок продолжался до 5 марта 2006 года, за этот период было прислано около 150 работ. Треть из них были дисквалифицированы по соображениям низкого качества и неподходящей тематики. Оставшиеся отображали все известные антиеврейские клише, изображая евреев как эксплуататоров, кровопийц, мошенников, поджигателей войны и заговорщиков, стремящихся к мировому господству.
Членами жюри стали пять человек, в том числе известный американский карикатурист Арт Шпигельман, прославившийся комиксом «Маус».
Конкурс был завершён 6 апреля 2006 года. Победителем стала картина «Скрипач на крыше», символизирующая антисемитскую теорию заговора о теракте 11 сентября 2001 года: на фоне горящих башен ВТЦ — тень еврея-скрипача на Бруклинском мосту.
Все члены жюри выразили недовольство качеством работ. Арт Шпигельман и Амос Бидерман отказались номинировать победителя. Оба сказали, что идея конкурса замечательна, но результаты разочаровывают, и в эстетическом плане, и в содержательном. Организаторы же были довольны получившимся результатом.
Победитель, Арон Кац, разделил выигранные в конкурсе 600 долларов между двумя благотворительными организациями: Rabbis for Human Rights (известная волонтёрской помощью жителям Палестины) и американской еврейской всемирной службой.
Я решил распределить выигрыш поровну между RHR и AJWS. Учитывая тяжесть израильско-палестинского конфликта, я считаю, что расовая ненависть и геноцид это не еврейско-арабские проблемы, это общечеловеческие проблемы.Арон Кац, Anouncing the winning cartoon: Fiddler on the Roof by Aron Katz (англ.). Дата обращения: 11 февраля 2023. Архивировано из оригинала 3 февраля 2007 года.

## Реакция
Газета «Гаарец» пишет, что разница между иранским и израильским конкурсом была в первую очередь в том, что иранский был полон ненависти к евреям и Израилю, а израильский конкурс ориентировался в первую очередь на юмор.
Представители музея Яд ва-Шем сочли такой конкурс не очень хорошей идеей. Глава израильского отделения Центра Симона Визенталя Эфраим Зурофф считает, что юмор в отношении антисемитизма неуместен. Он напомнил, что первоначальной реакцией евреев на Гитлера были именно насмешки.
Сам Амитай Санди рассказал в интервью журналу «Шпигель», что, узнав, о конкурсе карикатур о Холокосте, он решил бороться с ненавистью с помощью юмора. Первой идеей было распространение анекдотов о муллах. Но она была сразу отброшена — смеяться лучше всего над самим собой. Так родилась идея конкурса антисемитской карикатуры. По его мнению, «конкурс на лучшую антисемитскую карикатуру был демонстрацией силы и уверенности в себе». Этот тезис поддержал один из респондентов газеты Jerusalem Post, который считает, что в постсионистскую эпоху евреи могут себе позволить шутить над собой и ничего не бояться.